# バロッコ
バロッコ（イタリア語: Balocco）は、イタリア共和国ピエモンテ州ヴェルチェッリ県にある、人口約200人の基礎自治体（コムーネ）。
この村には、フィアットグループが使用する自動車のテストコース（もとはアルファロメオ社が所有していたもの）がある。

## 地理

### 位置・広がり
ヴェルチェッリ県中部に位置するコムーネで、県都ヴェルチェッリから北西へ18km、ビエッラから南東へ21km、ノヴァーラから西へ27km、州都トリノから北東へ63km、ミラノから西へ70kmの距離にある。

#### 隣接コムーネ
隣接するコムーネは以下の通り。
- ブロンツォ - 北
- サン・ジャーコモ・ヴェルチェッレーゼ - 北東
- ヴィッラルボイト - 東
- フォルミリアーナ - 南
- カリージオ - 南東

## 交通

### 道路
高速道路（アウトストラーダ）
- アウトストラーダ A4 (it:Autostrada A4 (Italia))

アウトストラーダ A4は村域の南部を東西に走る。ヴィッラルボイトとの境界付近にバロッコ出入口がある。

## 文化・観光・施設

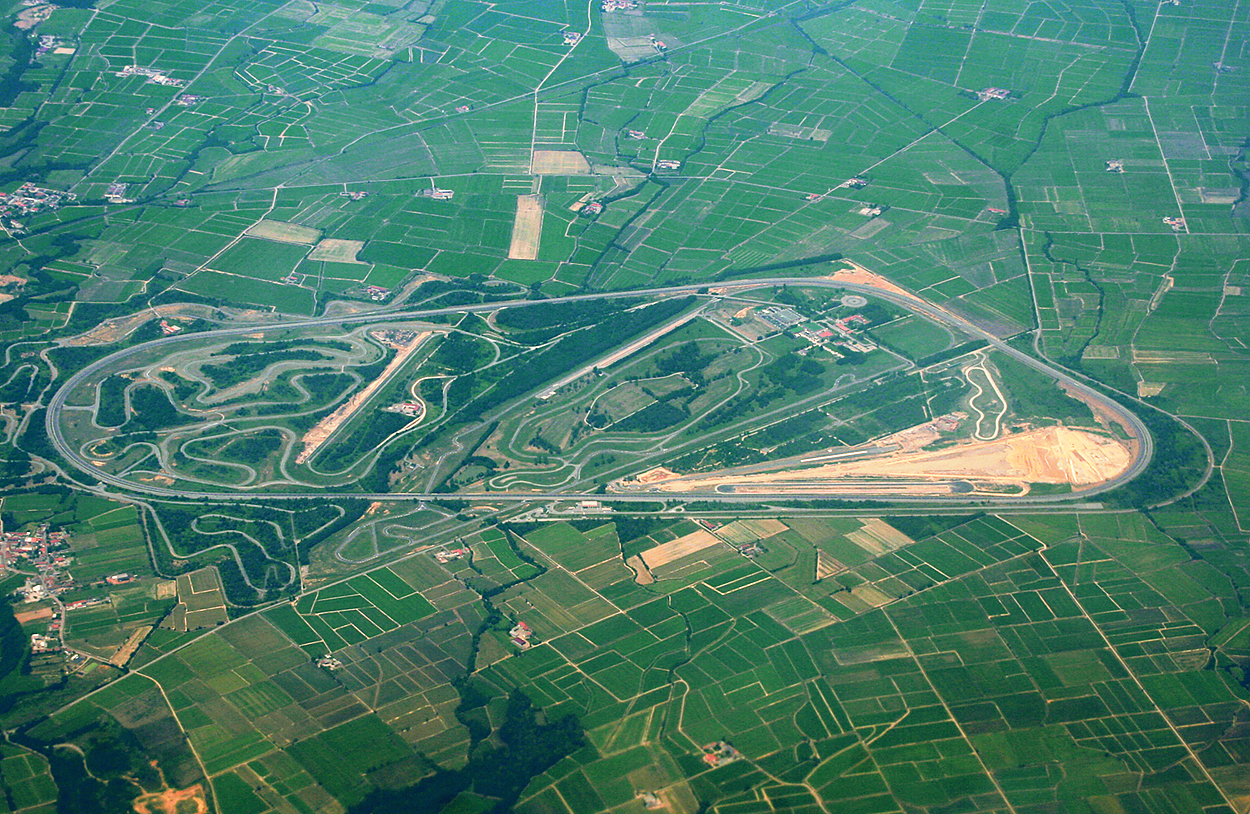
バロッコ・サーキット
バロッコ・サーキットと通称されるバロッコ試験センター (it:Centro Sperimentale Balocco) は、アルファロメオ社のテストコースとして建設された試験コースで、村域の北部に大きな面積を有する。今日では、アルファロメオを傘下におさめたフィアットグループのテストコースとして使用されている。